# Palacio de Cijara
El Palacio de Cijara es un palacio situado en el margen sur del río Guadiana, donde este hace de frontera entre los términos municipales de Castilblanco y Herrera del Duque (Badajoz). Debe su nombre a la cercanía del embalse de Cíjara, aunque el terreno en el que se encuentra forma ya parte del embalse de García de Sola.
El palacio fue construido a finales del siglo XIX por el conde de Villapadierna en el estilo historicista propio de la época de finales del ochocientos y comienzos del siglo XX, que en la construcción de palacetes rurales y casas de campo en Extremadura se inspiraría especialmente en la arquitectura militar de las edades Media y Moderna.
La construcción es de planta cuadrada, ejecutada en mampostería y reforzada en las esquinas con torres circulares. Los muros perimetrales y las torres se coronan con almenas, a imitación de la arquitectura militar medieval.
En 1939, terminada la Guerra Civil, fue incautado por las tropas franquistas y aprovechado como campo de concentración. Alrededor de 3000 prisioneros republicanos se hacinaron en el edificio.